# Borki (powiat łęczycki)
Borki – wieś w Polsce położona w województwie łódzkim, w powiecie łęczyckim, w gminie Łęczyca.
W Królestwie Polskim istniała gmina Borki.
W latach 1975–1998 miejscowość należała administracyjnie do województwa płockiego.
10 września 1939 żołnierze Wehrmachtu zamordowali dwóch mieszkańców wsi, Jana Białkowskiego i Jana Włodarskiego.